# Arizona Department of Corrections, Rehabilitation & Reentry
Das Arizona Department of Corrections, Rehabilitation & Reentry (ADCRR), auch Arizona Department of Corrections (ADC), ist die Strafvollzugsbehörde des US-Bundesstaats Arizona. Der aktuelle Director ist Ryan Thornell, der Hauptsitz befindet sich in Phoenix.

## Geschichte
Das Arizona Department of Corrections, Rehabilitation & Reentry wurde in 1875 gegründet. Im selben Jahr wurde auch das erste Gefängnis eröffnet, von welchem sich die Ruinen heute im Yuma Territorial Prison State Historic Park befinden.
Aufgrund eines Zwischenfalls bei der Erhängung eines Gefangenen in 1933 wurde zum Tode verurteilte ab diesem Zeitpunkt durch Gaskammern hingerichtet. Für ab dem 15. November 1992 verurteilte Gefangene wird die Hinrichtung per letalen Injektion durchgeführt; davor Verurteilte können zwischen der Hinrichtung durch eine Gaskammer oder der letalen Injektion wählen.

### Demografie
Die durchschnittliche Anzahl Gefangener pro Tag stieg zwischen 2001 und 2021 von 26.579 auf 42.000 Gefangene um 60,8 % an. Vor allem die Anzahl der Gefangenen in Gefängnissen mittlerer und hoher Sicherheitsstufen, sowie die Anzahl weiblicher Gefangener ist überdurchschnittlich gestiegen. Die durchschnittlichen Kosten für die Inhaftierung betragen täglich pro Gefangenen 74,33 $.

## Gefängnisse
Das Arizona Department of Corrections, Rehabilitation & Reentry betreibt in Arizona zehn Gefängnisse. Zudem werden sechs Gefängnisse von privaten Betreibern unter Vertrag mit dem ADCRR betrieben.

### Klassifizierung der Gefangenen und Gefängnisse
Die Klassifizierung der Gefangenen wird zu Beginn der Haftzeit und bei mehrfachen oder schweren Disziplinarverstößen durchgeführt. Sie wird in die Custody Classification und das Internal Risk Level unterteilt. Das Internal Risk Level wird nach der Gefährlichkeit gegenüber anderen Gefangenen, der Öffentlichkeit und Mitarbeitern, der Gangzugehörigkeit, der Fluchtgefahr und nach ggf. vorliegenden Disziplinarverstößen in einem der Gefängnisse des ADCRR bestimmt, um die Aufteilung von Arbeitsaufträgen und die Unterbringung innerhalb der Trakte zu koordinieren. Die Custody Classification wird nach der Gefährlichkeit gegenüber der Öffentlichkeit und Mitarbeitern, sowie der Haftdauer bestimmt. 

Die Gefängnisse des ADCRR werden in vier Kategorien der Custody Classification eingeteilt:
- Maximum Custody: Die Unterbringung erfolgt in Einzel- und Doppelzellen, jegliche Bewegungen außerhalb der Zelle müssen mit Personal durchgeführt werden; nicht möglich bei weiblichen und bei als minderjährig verurteilten Gefangenen.
- Close Custody: Arbeit ist innerhalb von gesicherten Bereichen der Einrichtung möglich. Jegliche Bewegungen außerhalb der Zelle müssen mit Personal durchgeführt werden.
- Medium Custody: Die Unterbringung erfolgt in Mehrpersonenzellen oder offenen Schlafsälen, Arbeit ist innerhalb von gesicherten Bereichen der Einrichtung möglich.
- Minimum Custody: Die Unterbringung erfolgt in offenen Schlafsälen, Arbeit ist auch außerhalb von gesicherten Bereichen der Einrichtung möglich.[10][11]

Das Internal Risk Level wird auf einer Skala von 1 bis 5 angegeben, wobei 5 das höchste und 1 das niedrigste Risiko widerspiegelt.

## Kritik
Im Juli 2014 wurde eine Lehrerin von einem verurteilten Sexualstraftäter vergewaltigt, nachdem sie mit einer Gruppe Gefangener alleine in einem Raum gelassen wurde und die Mitarbeiter des Gefängnisses nicht die notwendigen Kontrollen durchführten. Das ADCRR steht in der Kritik, das auf Fehlverhalten der Mitarbeiter nicht ausreichende Konsequenzen folgen.
Aufgrund von mehrfachen Suiziden in Gefängnissen des Arizona Department of Corrections, Rehabilitation & Reentry zwischen 2015 und 2016, bei welchen Mitarbeiter einen Zellenblock über 3 Stunden unbeaufsichtigt ließen und in einem Kontrollraum eine außerplanmäßige Pause machten, wurden 13 Mitarbeiter entlassen. Die Mitarbeiter begründeten dies damit, dass die Temperaturen im Zellenblock zu hoch waren und nur der Kontrollraum über eine angemessene Klimatisierung verfügte.